# Bückwitz
Bückwitz – dzielnica niemieckiej gminy Wusterhausen/Dosse, w powiecie Ostprignitz-Ruppin, w kraju związkowym Brandenburgia. W 2002 r. dzielnicę zamieszkiwało ok. 350 mieszkańców.

## Geografia
Dzielnica leży nad jeziorem Bückwitzer, ok. 3 km na wschód od miasta Neustadt (Dosse).
W dzielnicy krzyżują się drogi: droga krajowa B5, droga krajowa B102 oraz droga krajowa B167.

## Historia
W Bückwitz mieszkał rycerz Christian Friedrich von Kahlbutz, który w 1690 r. dopuścił się mordu na pasterzu sprzeciwiającym się „prawu pierwszej nocy”, którego egzekucji rycerz zażądał od jego żony. Obecnie zmumifikowane zwłoki rycerza wystawione są w kościele w pobliskiej dzielnicy Kampehl miasta Neustadt (Dosse).